# Angela Koller
Angela Koller (* 24. August 1983; heimatberechtigt in Appenzell) ist eine Schweizer Politikerin (Die Mitte, vormals CVP). 

## Politik
Von 2013 bis 2025 war Koller Mitglied des Grossen Rates des Kantons Appenzell Innerrhoden (2015–2020 Mitglied der vorberatenden Kommission für Soziales, Gesundheit, Erziehung, Bildung; 2023–2024 Präsidentin der vorberatenden Kommission zur Totalrevision der Kantonsverfassung; 2020–2025 Präsidentin der parlamentarischen Gerichtskommission). Von 2018 bis 2023 war sie Mitglied der Landesschulkommission (kantonale Bildungskommission). Zudem war sie von 2014 bis 2022 Mitglied des Bezirksrates Rüte (kommunale Exekutive).
An der Landsgemeinde vom 27. April 2025 wurde Koller in die Standeskommission des Kantons Appenzell Innerrhoden gewählt (kantonale Exekutive) und als erste Frau zur Stillstehenden Frau Landammann. In Appenzell Innerrhoden wechseln einander im Zweijahresturnus Regierender Landammann und Stillstehender Landammann ab.